# Cerambyx apiceplicatus
Cerambyx apiceplicatus là một loài bọ cánh cứng trong họ Cerambycidae.